# Reisepavillon
Der Reisepavillon war eine von 1991 bis 2010 jährlich durchgeführte Veranstaltung für nachhaltiges Reisen, die als Messe ihren Ursprung in Hannover hatte. 2008 fand sie in Stuttgart und 2009 in München statt. Im Jubiläumsjahr 2010 wurde sie in einen internationalen Fachkongress umgewandelt, dessen Veranstaltungsort das Bundespresseamt in Berlin war.

## Entwicklungsgeschichte
Der Reisepavillon wurde erstmals 1991 in Hannover im Raschplatzpavillon veranstaltet. Damals zog er 38 Aussteller und 1800 Besucher an. Im Laufe der Jahre entwickelte sich der lokale „Marktplatz anderes Reisen“ zu einer international bedeutsamen Plattform für nachhaltiges Reisen. Vor diesem Hintergrund war er im Jahr 2002 die Auftaktveranstaltung des internationalen Ökotourismusjahres. 2003 folgte der Wechsel auf das Messegelände Hannover und die Kooperation mit der ABF als klassischer Freizeitmesse, um ein breiteres Publikum anzusprechen. Dadurch stieg die Zahl der Besucher und Aussteller stetig. 2007 waren etwa 300 Aussteller aus 30 Ländern auf der Messe vertreten, die über 25.000 Besucher hatte. Um auch im Süden Deutschlands für nachhaltiges Reisen zu werben, zog der Reisepavillon im Jahr 2008 zur CMT nach Stuttgart und im Jahr 2009 zur f.re.e nach München. 2010 fand der Reisepavillon anlässlich seines 20. Jubiläums letztmals statt. Er wurde als internationaler Fachkongress in Berlin ausgerichtet. Der Reisepavillon hatte seine Rolle erfüllt, da nachhaltiger Tourismus den Weg in traditionelle Reisemessen, Reisebüros und den virtuellen Reisemarkt gefunden hatte.

## Messe- und Kongresskonzept
Die Messe war im Wesentlichen als Publikumsmesse konzipiert, was sich auch im Angebot (musikalische Einlagen, Kleinkunst und Kinderbetreuung) niederschlug. Sie bot Reiseveranstaltern, Urlaubsregionen, Großschutzgebieten, Hochschulen und Nichtregierungsorganisationen eine Plattform, um sich potenziellen Kunden und Interessenten vorzustellen. Das Begleitprogramm umfasste Fachveranstaltungen, Reiseberichte, Shows und Diskussionen. Als Fachkongress richtete sich der Reisepavillon vorrangig an Touristiker, Reiseveranstalter, Vertreter von Nichtregierungsorganisationen, Lehrende, Politiker, Medienvertreter und interessierte Laien.
Ein Schwerpunkt bei der Messedurchführung lag auf Nachhaltigkeit, unter anderem durch eine umweltschonende Messeabwicklung. Auch mussten die Aussteller eine Nachhaltigkeitserklärung abgeben.

## Schwerpunkte und Themen
Ein wichtiges Element des Reisepavillons waren jährlich wechselnde thematische Schwerpunkte:
- 1995 Nachhaltiger Tourismus und Verkehr und Fahrradtourismus in Niedersachsen
- 1996 Freizeitaktivitäten im Tourismus und  Tourismus am Wattenmeer
- 1997 Tourismus und Biodiversität
- 1998 Vermarktung von Natur als strategischer Faktor im Tourismus
- 1999 Nachhaltiger Tourismus als Mittler zwischen Naturschutz und Landwirtschaft
- 2000 Freizeit und Erholung in Landschaft aus Menschenhand
- 2001 Ökolabel
- 2002 Tourismus in Großschutzgebieten
- 2003 Resümee des Internationalen Ökotourismusjahres
- 2004 Urlaub in, auf und am Wasser und umweltfreundliche Klassenfahrten
- 2005 Nachhaltiger Städtetourismus und Filmreihe über EZ-Länder
- 2006 Nachhaltiger Tourismus in EZ-Ländern unter besonderer Berücksichtigung Südafrikas
- 2007 Erfolgreiche Vermarktung nachhaltiger Tourismus-Angebote aus EZ-Ländern
- 2008 Wasser und Tourismus; Reisen in Zeiten des Klimawandels; 10 Jahre forum anders reisen
- 2009 Nachhaltiger Tourismus entlang und jenseits des Grünen Bandes
- 2010 Bildung für nachhaltigen Tourismus & Tourismus und Klima

## Auszeichnungen
2002 fand die Auftaktveranstaltung des Internationalen Ökotourismusjahres der UN auf dem Reisepavillon statt. Die Messe erhielt in verschiedenen Jahren folgende Auszeichnungen:
- 1999: Niedersächsischer Umweltpreis
- 2000: Grüne Palme der Zeitschrift Geosaison
- 2000: Award for Best Conservation Practice des Global Nature Fund;
- 2004: Umwelturkunde des Deutschen Reisebüro- und Reiseveranstalterverbandes
- 2005: wurde das Stattreisen-Projekt „nachhaltige Klassenreisen“ von der UN-Dekade „Bildung für nachhaltige Entwicklung“ zum offiziellen Dekade-Projekt ernannt
- 2007: Sonderpreis der Willy-Scharnow-Stiftung für Touristik
- 2010: SKAL International, Award for Sustainable Development in Tourism